# 5-я бригада (Зимбабве)
5-я бригада (англ. 5th Brigade) — элитное подразделение армии Зимбабве. Создана в 1981 году из трёх бывших батальонов Африканской национально-освободительной армии Зимбабве. Бригада участвовала в гражданской войне в Мозамбике, а также в скандальной антипротестной операции, известной как Гукурахунди, которая была направлена против бывших партизан Народно-революционной армии Зимбабве (ZIPRA) и их сторонников, которые были недовольны президентством Роберта Мугабе.

## История
Подразделение создано в 1981 году. Первым командующим 5-й бригады был полковник Перенче Сири. У подразделения были собственные кодексы, униформа и оборудование, отличное от остальных воинских формирований зимбабвийской армии. Их главным отличительным признаком являлись красные береты, хотя иногда бойцы 5-й бригады действовали в штатской одежде. 
На первом этапе существования бригада базировалась в Гверу.
С 1982 года во время гражданской войны в Мозамбике подразделение сражалось на стороне правительства ФРЕЛИМО.
В январе 1983 года в Северный Матабелеленд для подавления мятежа направилась 5-я бригада зимбабвийской армии. Мятеж был жестоко подавлен. По официальным данным, погибло 429 человек, правозащитники утверждают, что число погибших могло достигать 20 тысяч.
В 1988 году бригада расформирована, но в 2006 было принято решение об восстановлении подразделения.
1 марта 2011, на фоне конфликта в Ливии, издание Комсомольская правда сообщило, что в Триполи прибыла группа военных и наёмников из Зимбабве, в том числе элитное подразделение 5-я бригада. В статье говорилось о нескольких сотнях зимбабвийцев

## Военная техника
Бригада имеет в распоряжении танки Т-54 и Т-55, а также бронетранспортёры БРДМ-2 и БТР-152.

## Обучение и подготовка кадров
В октябре 1980 президент Роберт Мугабе подписал соглашение с северокорейским лидером Ким Ир Сеном, согласно которому КНДР обязалась провести обучение личного состава 5-й бригады. Для выполнение данного соглашения в августе 1981 года 106 северокорейских военных советников прибыли в Зимбабве. Программа обучение бойцов Пятой Бригады продлилась до сентября 1982 года.